# 찰스 브라운 (1849년)
찰스 브라운(영어: Charles Brown, 1849년~?)은 훌륭한 용맹함으로 미국 최고의 영예인 명예 훈장을 받은 미 해병대원이다. 브라운은 뉴욕에서 태어났으며 1870년 6월 군함 USS 애슈엘럿을 타고 홍콩에서 해병대에 입대했다. 그의 명예 훈장은 1872년 2월 8일자 일반 명령 제169호에 따라 승인되었다.
그러나 브라운은 훈장이 승인되기 전인 1871년 10월 상하이 해병대에서 탈영했기 때문에 훈장을 받았다는 기록은 없다.

## 명예 훈장 인용문
계급 및 조직: 미국 해병대 상병. 출생: 뉴욕, 뉴욕 입대 장소: 홍콩, 중국. G.O. 번호: 169, 1872년 2월 8일.
인용문:
1871년 6월 11일 조선군 요새를 상대로 전투를 벌이는 USS 콜로라도 호에 탑승하여 1871년 6월 11일 조선성 성곽 중앙에 있는 조선군 기마대를 탈취하는 데 기여했다.